# Wumen

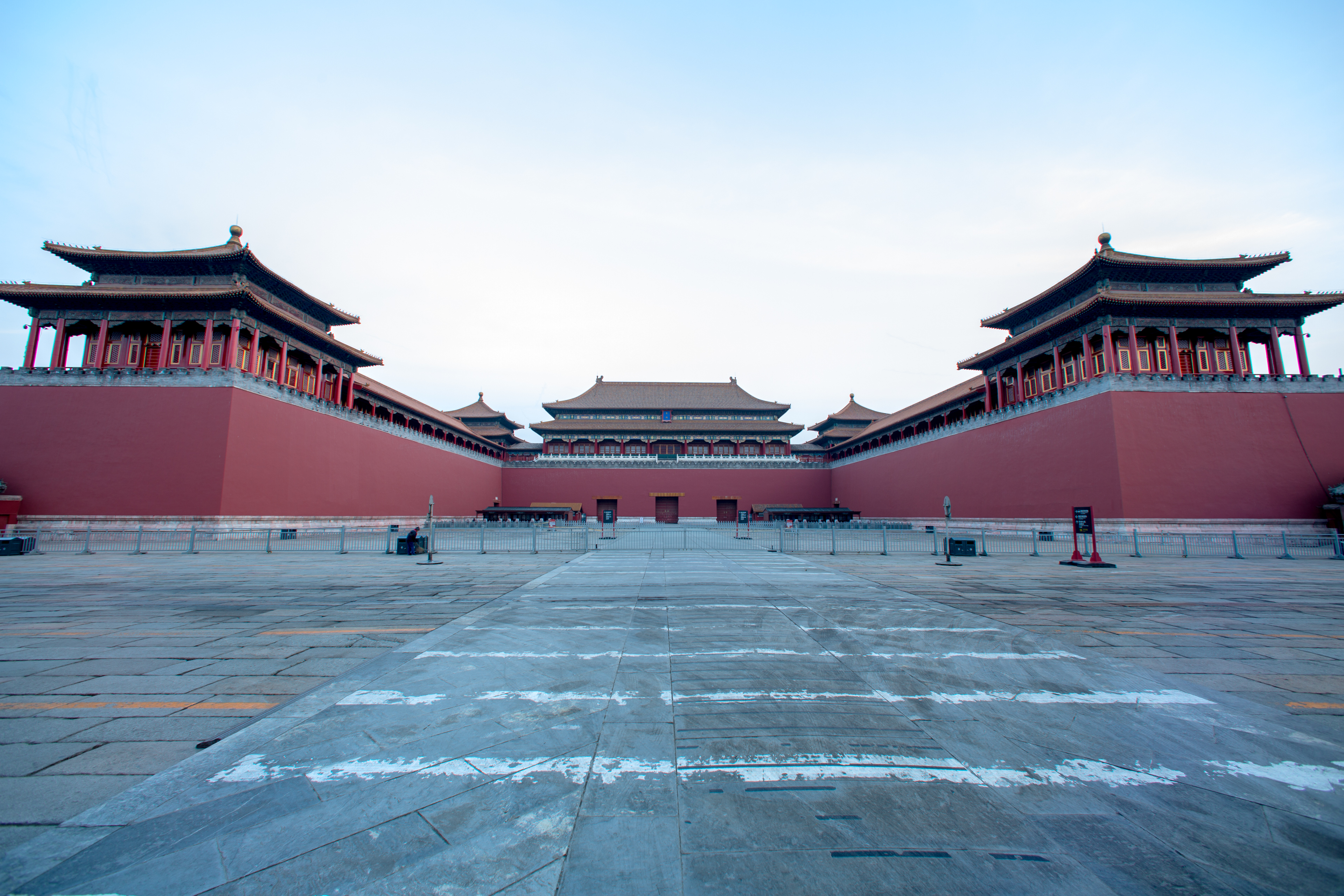
Wumen (Haupteingang der Verbotenen Stadt in Peking)

Wumen (chinesisch 午門 / 午门, Pinyin Wǔmén, englisch Meridian Gate) ist das südliche und größte Tor der Verbotenen Stadt in Peking.
Das Tor bildet den Haupteingang der Verbotenen Stadt. Das Tor befindet sich gegenüber dem Tian’anmen (Tor des Himmlischen Friedens), mit dem es früher durch einen befestigten Durchgang verbunden war, der heute nicht mehr existiert. Das Tor besteht aus zwei Flügeln, die von Pavillons überragt werden. Das gesamte Gebäude wird von insgesamt fünf Pavillons gekrönt, den sogenannten Pavillons der fünf Phönixe (Wufenglou 五凤楼). Der zentrale Eingang zum Tor war früher nur für den Kaiser reserviert, die Untertanen mussten durch die Seiteneingänge eintreten. Der Kaiser erschien in dem zentralen Pavillon über dem Eingang, empfing Berichte der Armee und verkündete die Einführung des neuen Kalenders.
Das Tor wurde während der Herrschaft von Kaiser Yongle im Jahr 1420 erbaut. Es wurde zweimal umgebaut – 1647 und 1801.
In dem Video für den bekannten Feature Song Beijing huanying ni  (chinesisch 北京欢迎你, Pinyin Běijīng huānyíng nǐ – „Peking heißt Dich willkommen!“) für den 100-Tage-Countdown der Olympischen Sommerspiele 2008 in Peking ist die taiwanesische Schauspielerin Lin Chi-ling (林志玲) vor dem Tor zu sehen.